# Псевдориманово многообразие
Псе́вдори́маново многообра́зие — многообразие, в котором задан метрический тензор (квадратичная форма), невырожденный в каждой точке, но не обязательно положительно определённый. Обычно предполагается, что сигнатура метрики постоянна (в случае связного многообразия это автоматически следует из условия невырожденности).

## Примеры
- Псевдоевклидово пространство даёт простейший пример псевдориманова многообразия.
- Римановы многообразия — частный случай псевдоримановых, это псевдоримановы многообразия сигнатуры (0,n)
  - Псевдоримановы многообразия, не являющиеся римановыми, иногда называют собственно псевдоримановыми.
- Псевдориманово многообразие сигнатуры (1,n) также называется Лоренцевыми многообразиями. Они являются основным объектом общей теории относительности.

## Связанные определения
- Касательное пространство в каждой точке псевдориманова многообразия имеет естественную структуру векторного псевдоевклидова пространства.
- Аналогично риманову случаю, в псевдоримановых многообразиях определяется связность Леви-Чивиты и тензор кривизны.
- В отличие от римановых многообразий на собственно псевдоримановых многообразиях нельзя ввести естественную структуру метрического пространства, так как существуют несовпадающие точки, расстояние между которыми равно нулю.